# Saoud Fath
Pour les articles homonymes, voir Fath.
Saoud Fath (né le 16 août 1980 au Qatar) est un joueur de football international qatarien, qui évoluait au poste de défenseur.

## Biographie

### Carrière en sélection
Avec l'équipe du Qatar, il joue 40 matchs (pour aucun but inscrit) entre 1997 et 2004. 
Il figure dans le groupe des sélectionnés lors des coupes d'Asie des nations de 2000 et de 2004. Il atteint les quarts de finale de cette compétition en 2000.
Il joue également 17 matchs comptant pour les tours préliminaires de la coupe du monde, lors des éditions 1998, 2002 et 2006.

## Palmarès
Al Gharafa
| - Championnat du Qatar (2) : - Champion : 2001-02 et 2004-05. - Vice-champion : 2002-03, 2006-07 - Coupe du Qatar (1) : - Vainqueur : 2001-02. - Finaliste : 2005-06. |  | - Coupe Crown Prince (1) : - Vainqueur : 2000. - Finaliste : 2002, 2003 et 2005. - Coupe Sheikh Jassem (2) : - Vainqueur : 2005 et 2007. |